# 皮拉米德文森山

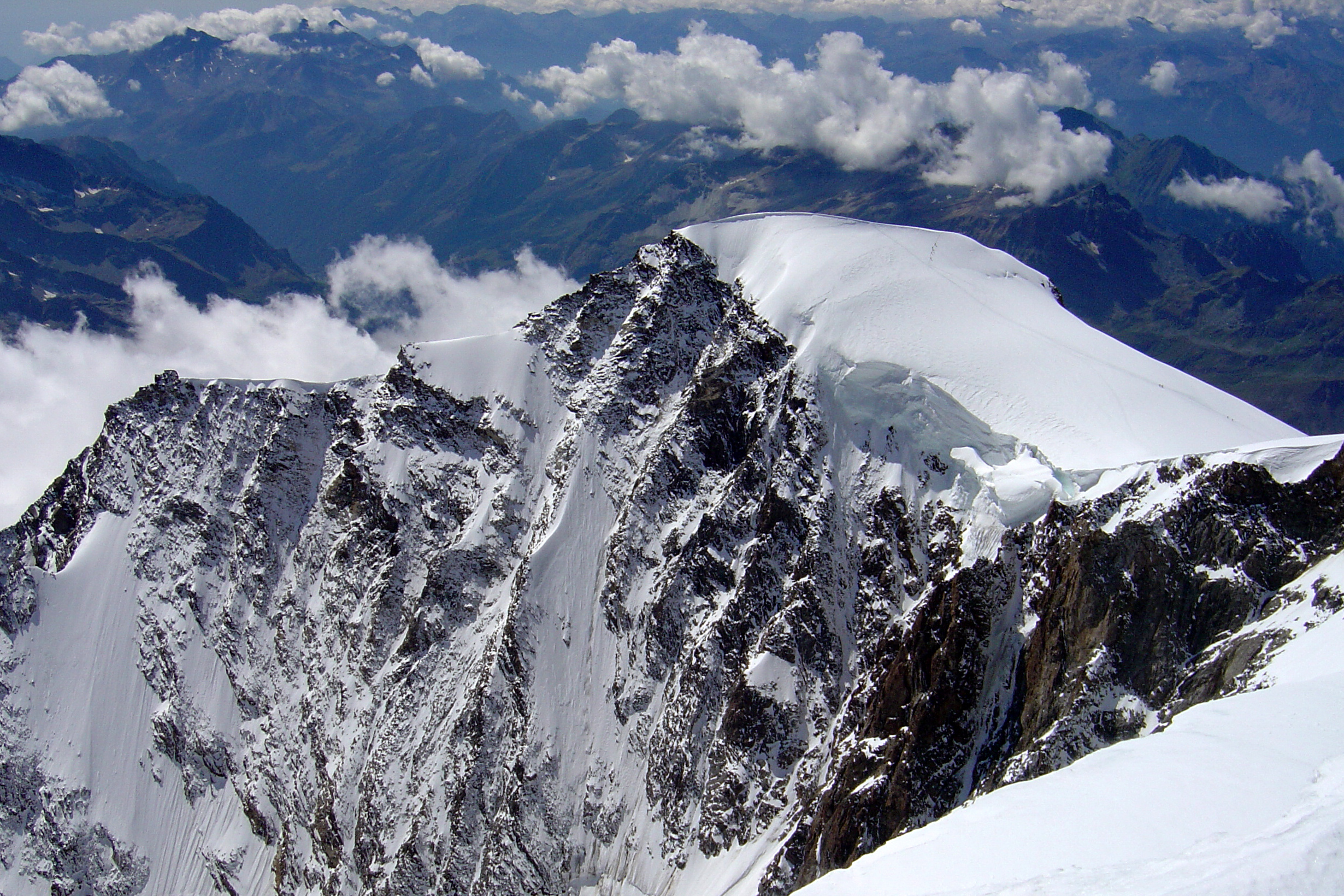

45°54′28″N 7°51′43″E / 45.90778°N 7.86194°E
皮拉米德文森山（義大利語：Piramide Vincent），是意大利的山峰，位於該國西北部，由皮埃蒙特大區負責管轄，屬於本寧阿爾卑斯山脈的一部分，海拔高度4,215米，人類在1819年8月15日首次登上該山峰。